# تیبرنی
تیبارنی یا تیبرنی یا تیبارنی‌ها (گرجی: ტიბარენები) مردمی بودند که در سواحل پونتوس باستان به گفتهٔ هرودوت و گزنفون، استرابون و دیگر نویسندگان کلاسیک، ساکن بودند. و اعتقاد بر این بود که تیبارنی‌ها منشأ گرجی (یا پروتو-کارتولی) یا سکایی دارند.